# 岩城村
岩城村（いわぎむら）は、かつて愛媛県の東予地方にあった村。越智郡に属した。2004年（平成16年）に生名村、弓削町、魚島村との1町3村の合併により上島町となり、地方自治体としての歴史は閉じた。
下記以外の詳細については、岩城島ほかの記事を参照のこと。

## 地理
瀬戸内海国立公園のほぼ中央に位置し、芸予諸島の岩城島、赤穂根島、津波島の3島からなる離島の村。
- 山：積善山

### 村名の由来
古名である。詳細は「岩城島」を参照。

## 歴史
地理的要因もあり、昭和の合併は経験していない。
藩政期
松山藩領。
明治以降
- 1889年（明治22年）12月15日 - 町村制施行により越智郡岩城村が成立。
- 2004年（平成16年）10月1日 - 弓削町、生名村、魚島村と合併して上島町となる。

```
岩城村の系譜
（町村制実施以前の村）　（明治期）　（昭和の合併）（平成の合併）
　　　　　　　　　　　　町村制施行時
岩城━━━━━━━━━━岩城村━━━━━━━━━┓　平成16年10月1日
　　　　　　　　　　　　　　　　　　　　　　　　┃　　新設合併
　　　　　　　　　　　　　　　　  魚島村━━━━╋━━上島町
　　　　　　　　　　　　　　　　　弓削町━━━━┫
　　　　　　　　　　　　　　　　　生名村━━━━┛
（注記）魚島村以下の町村の合併以前の系譜はそれぞれの町・村の記事を参照のこと。

```

## 行政

### 村長
- 稲本早苗（1929-1946）
- 稲本一（いなもと　はじめ）- 2004年（平成16年）9月30日町村合併により最後の村長となった。2024年（令和6年）6月29日死去、正六位に叙せられる[1]。

### 庁舎その他
庁舎
1965年度（昭和40年度）建築
キャッチフレーズ
- 「『青いレモンの島』　いわぎ」
- まちづくりキャッチフレーズ「海・空・人とふれあうレモンの島」[2]　両方ともに特産のレモンを前面に押し出している。

第三セクター
株式会社いわぎ物産センター　1985年設立

### 町村合併

#### 昭和期
島しょ部という地域特性もあり 昭和の大合併は経験していない。上島諸島で対岸の広島県因島市と合併しようという動きもあったが県境をまたいだ合併で困難が多く、実現しなかった。この事情については因島と最も近い生名村の記事に詳しい。

### 平成の大合併
平成の大合併に際しては、一旦は弓削町、生名村、魚島村とともに広島県因島市との県境を越えた合併を目指して「因島・上島諸島連携交流協議会」が2000年5月に設置された。また、愛媛県が2000年10月に示した合併の試案では、越智郡の16市町村(朝倉村、玉川町、波方町、大西町、菊間町、吉海町、宮窪町、伯方町、魚島村、弓削町、生名村、上浦町、大三島町、関前村)とともに今治市に合併する案とともに、弓削町、生名村、魚島村と合併する副案が示された。また、2001年1月に県が明らかにした「基本パターン」では2000年の試案通りの今治市を核とした16市町村での合併、「参考パターン」では2000年の試案で副案として示された4町村での合併が合併推進綱領に盛り込まれることとなった。2002年2月25日の第2回合併問題検討首長会で2001年に示された「参考パターン」で合併を目指すことが決まった。2003年11月4日には、合併後の新町名が「上島」「愛北」「芸予上島」「伊予上島」の4候補から選定され、「上島」となることが決定された。2004年2月26日に調印され、合併が成立した。

## 教育
幼稚園
小学校
岩城村立岩城小学校
中学校
岩城村立岩城中学校
高等学校
- 愛媛県立伯方高等学校岩城分校[注 1]

## 出身有名人
- 深水由美